# Sveti Nearh
Sveti Nearh bio je maloarmenski kršćanski mučenik.
Bio je vojnik u rimskoj vojsci, a jer je bio kršćanin, odbio je prinijeti tamjan grčko-rimskim bogovima.
Za kaznu je spaljen živ.

## Nearh i Polieukt
Nearh je bio bliski prijatelj Polieukta, kojeg se također smatra svecem.
Polieukt je isprva bio pagan, ali je htio provesti vječnost s Nearhom te je smatrao da će u tome uspjeti ako se preobrati na kršćanstvo.
Budući da su oni bili tako bliski, iznijeta je teorija prema kojoj su oni bili ljubavnici ili je njihova veza barem bila homoromantična.
Kakva god bila njihova veza i kakvo god bilo stajalište Crkve prema homoseksualnosti, oni se i danas slave kao mučenici.